# Платибелодоны
Платибелодо́ны (лат. Platybelodon, от др.-греч. πλατυς «широкий», βέλος «метательный снаряд» и ὀδούς «зуб») — род вымерших хоботных, живших в эпоху миоцена около 15 миллионов лет назад.

## Описание

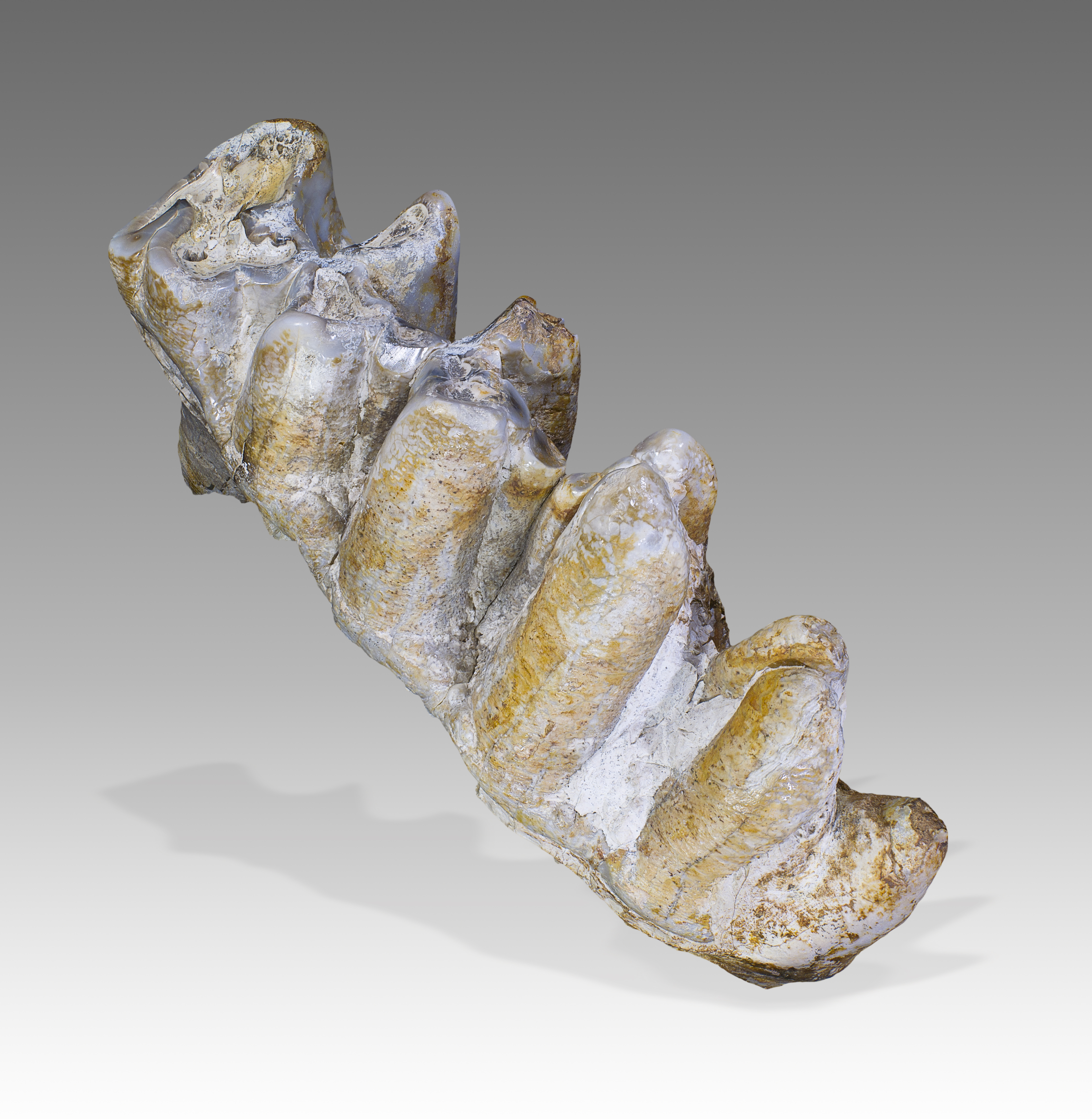
Моляры

Платибелодоны имели четыре бивня. В верхней челюсти они были укорочены и направлены косо вперёд и вниз. В вытянутой нижней челюсти оба плоских передних резца были сросшимися и превращёнными в своеобразную лопатку. Предполагается наличие хобота, хотя доказать его не удаётся ввиду отсутствия сохранённых окаменевших остатков мягких тканей. Платибелодоны достигали длины до 6 м и высоты до 2,8 м. Эти животные жили стадами и весили до 4,5 тонн.

## Палеоэкология

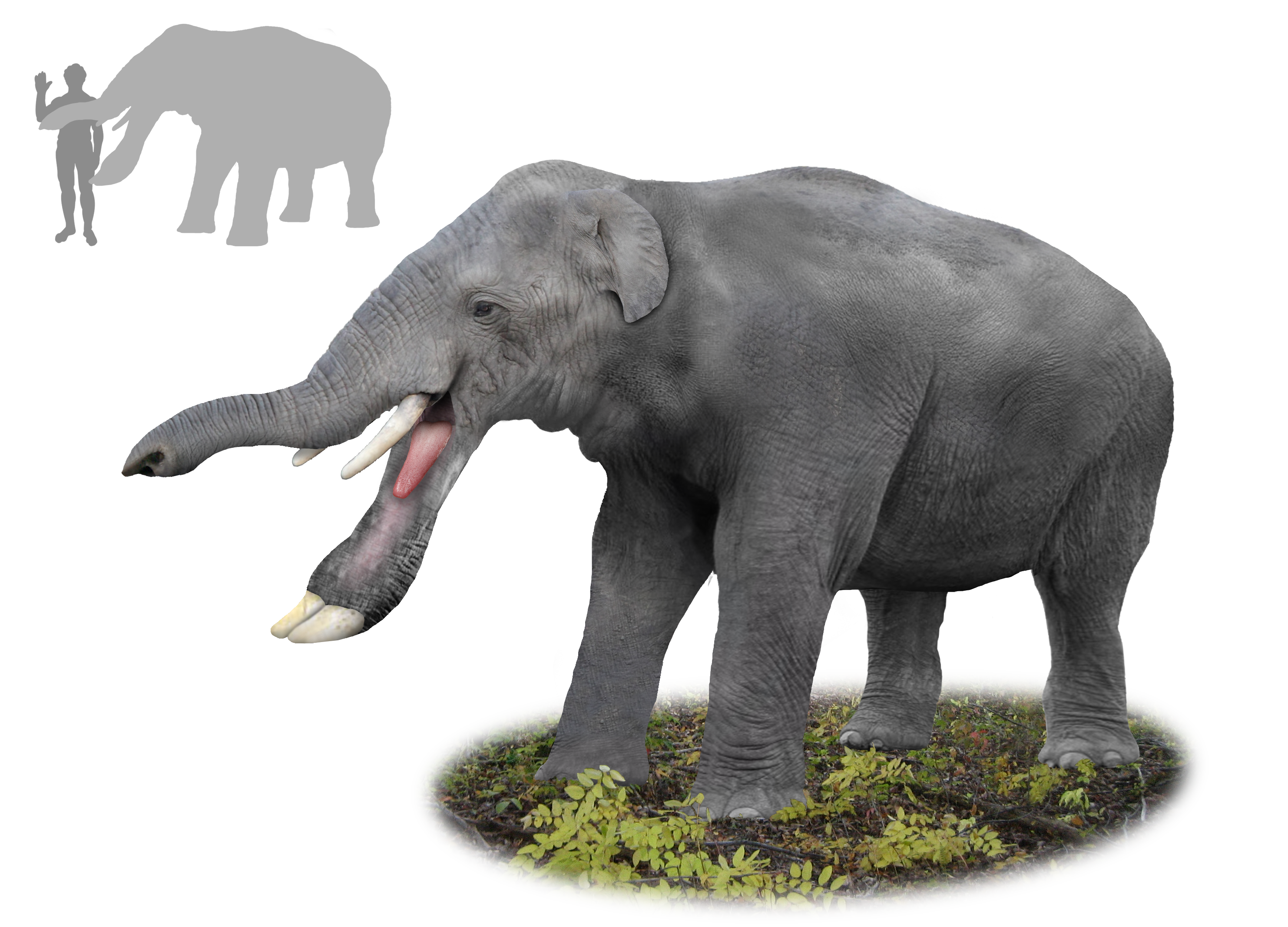
Платибелодоны (реконструкция)

Предполагалось, что платибелодоны населяли болотистые местности саванн и выкапывали своими лопатообразными зубами корневища болотных растений. Более поздние исследования предположили, что некоторые виды платибелодонов питались более грубой пищей. На это указали повреждения на зубах платибелодонов: изношенность говорит о том, что применялись зубы против, предположительно, коры и ветвей наземных растений. В конечном счёте, рацион платибелодонов был схож с рационом ныне живущих слонов.
Платибелодоны были родственниками амебелодонов.
В Европе был найден и прародитель платибелодонов — археобелодон.